# Processo planar

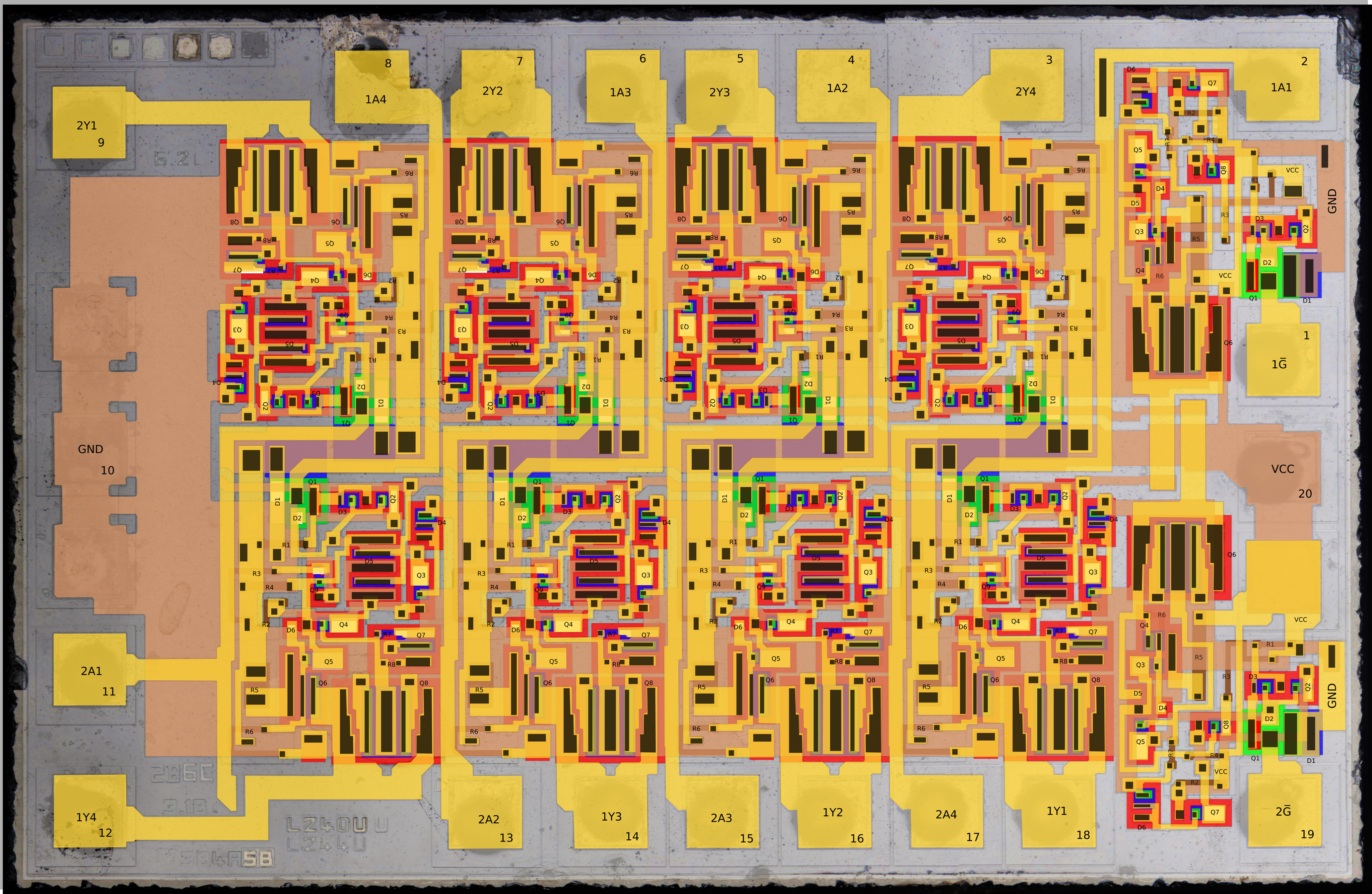
Foto anotada de um chip Fairchild

O processo planar é um processo de fabricação usado na indústria de semicondutores para construir componentes individuais de um transistor e, por sua vez, conectar esses transistores. É o principal processo pelo qual os chips de circuito integrado de silício são construídos e é o método mais comumente usado para produzir junções durante a fabricação de dispositivos semicondutores. O processo utiliza os métodos de passivação de superfície e oxidação térmica. O processo planar foi desenvolvido na Fairchild Semiconductor em 1959. O processo planar provou ser um dos avanços mais importantes na tecnologia de semicondutores.